# 圖氏帚齒非鯽
圖氏帚齒非鯽，為輻鰭魚綱鱸形目隆頭魚亞目慈鯛科的其中一種，分布於非洲象牙海岸及賴比瑞亞淡水流域，體長可達17.9公分，棲息在水底，生活習性不明。

## 擴展閱讀
維基物種上的相關：圖氏帚齒非鯽